# Bassam Tibi

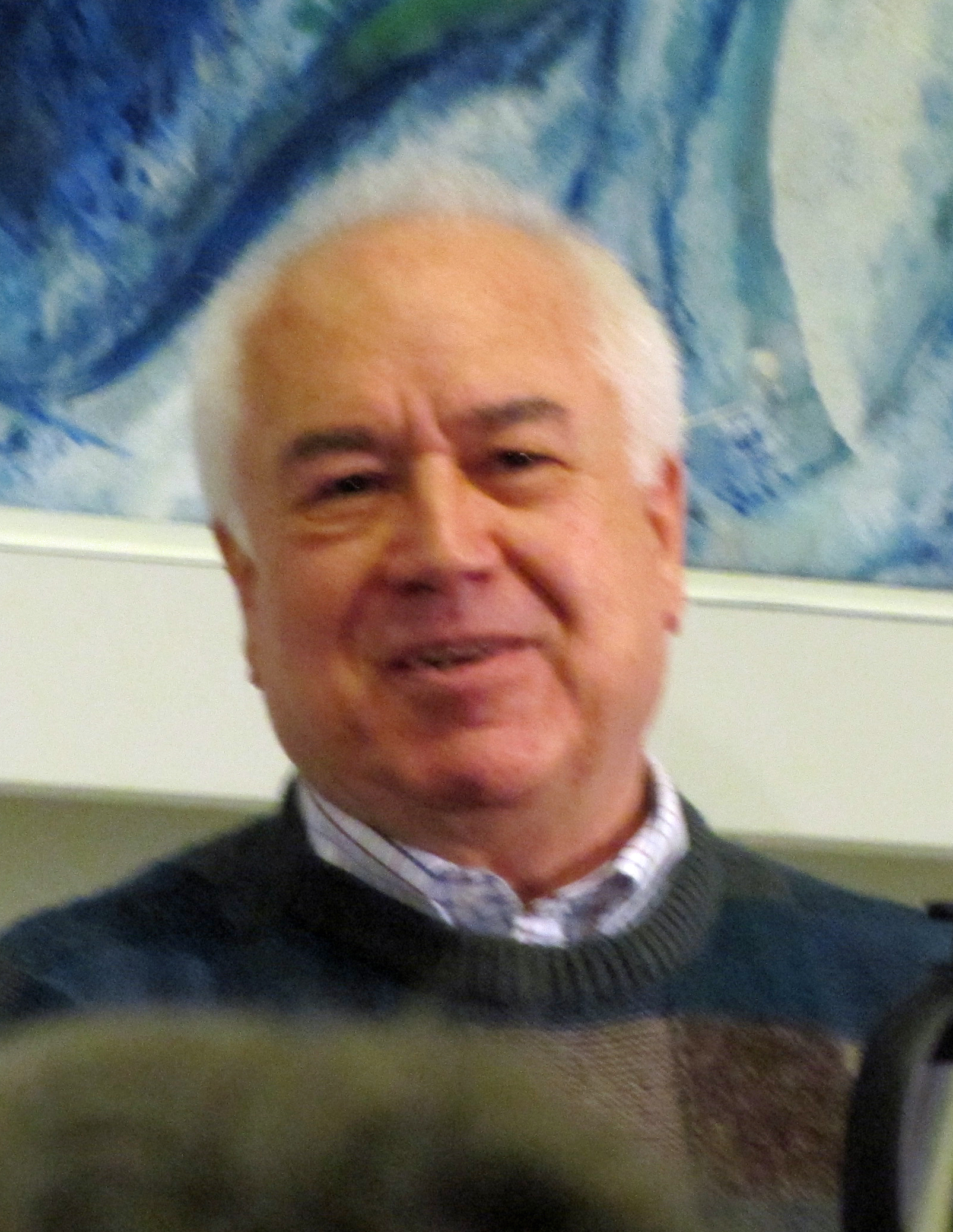
Bassam Tibi in 2016

Bassam Tibi, Arabisch: بسام طيبي (Damascus, 4 april 1944) is een Duitse politicoloog en cultuurfilosoof van Syrische afkomst.
Bassam Tibi kwam in 1963 naar Duitsland en is sinds 1976 Duits staatsburger. Sinds 1973 is hij hoogleraar internationale betrekkingen aan de Georg-August-Universität Göttingen en momenteel tevens aan de Cornell University in Ithaca, New York, USA.
Bassam Tibi is moslim en verwierf in Duitsland naam door artikelen over de islam en de integratie van moslims. Hij publiceert in het Engels, Duits en Arabisch.
Bassam Tibi is medeoprichter van de Arabische Organisatie voor Mensenrechten (المنظمة العربية لحقوق الانسان, al-munazzama al-'arabiya li-huquq al-insan) en draagt ook bij aan de Cordoba-Trialog voor de joods-islamitisch-christelijke uitwisseling. Hij geeft als moslim kritiek op de islam en het islamisme. Hij verlangt en verwacht van de in Europa levende moslims integratie en verwerping van geweld en terrorisme.

## Leven en werk
Bassam Tibi stamt uit een voorname en oude familie (Banu al-Tibi) in Damascus, is moslim en studeerde sociale wetenschappen, filosofie en geschiedenis aan de Johann Wolfgang Goethe-Universiteit, Frankfurt am Main, waar hij in 1971 ook promoveerde. Hij werd in 1981 lector aan de Universiteit Hamburg.
Naast zijn professoraat in Göttingen was hij Visiting Scholar en Research Associate aan de Harvard-Universiteit (1982–1993) en was daar ook Bosch Visiting Professor van 1998 tot 2000. In het academische jaar 2003/2004 was hij gastprofessor voor islam in Europa aan de Universiteit St. Gallen en in de herfst van 2003 gastprofessor aan de Islamitische Universiteit Jakarta in Indonesië. Vanaf 2004 is hij A.D. White Professor-at-Large aan de Cornell University, daarvoor heeft hij als Erma O'Brien Distinguished Professor aan de Californische European Union Center, Scripps College gewerkt.
Vanaf 1986 tot 1988 heeft hij meermaals als gastprofessor van de Deutschen Akademischen Austausch-Diensts (DAAD) in Azië en Afrika, onder andere in Khartoem in Soedan alsook in Yaoundé in Kameroen gewerkt. Hij had een Harvard-Fellowship en soortgelijke aanstellingen aan de Princeton en Ann Arbor, (Michigan). Vanaf 1989 tot 1993 was hij lid van het Fundamentalismeproject van de American Academy of Arts and Sciences. In 1994 was Tibi gastprofessor aan de Universiteit van Californië - Berkeley en in 1995 en 1998 aan de Bilkent-Universiteit in Ankara. Momenteel is hij lid van het project Culture Matters aan de Harvard Academy for International Studies, en de Fletcher School aan de Tufts University.
Bassam Tibi werd in 1995 het Bundesverdienstkreuz toegekend en werd in 1997 door het "American Biographical Institute" tot Man van het Jaar gekozen. In 2003 kreeg hij samen met de joodse professor Michael Wolffsohn de Jaarprijs van de "Stiftung für Abendländische Besinnung" (Zürich) voor zijn inzet voor Europese waarden.

## Onderzoek en politieke stellingname
In het raamwerk van zijn omvangrijke publicaties heeft Tibi meerdere begrippen ingebracht of mede ingebracht, daaronder de begrippen Europese Leitkultur, parallelle samenleving, Euro-Islam en "Sharia-Islam". In het essay Traum von der halben Moderne (Droom van de halve moderne), een kritische uiteenzetting over de ontwikkelingstendensen in de islamitische landen, onderscheidt hij twee stromingen: eerstens de institutionele moderne tendens, die Wetenschap en techniek alsook de traditionele leefwijze voorstaat, en tweedens de cultureel moderne tendens, die liberale grondwaarden, Mensenrechten, democratisering en kansengelijkheid voorstaat. De half moderne is zodoende een partiële modernisering alleen toegespitst op de gebieden wetenschap en technologie met gelijktijdige afwijzing van culturele westerse invloeden.
Naar aanleiding van de opkomst van invloedrijke islamistische stromingen heeft Bassam Tibi in 1998 in zijn boek Europa ohne Identität (Europa zonder identiteit?) een "Europese Leitkultur" geduid en bepleit zoals ook Frits Bolkestein bepleitte en in het kader van de discussies over de integratie van migranten in Europa dit begrip tegen het 'waardevrije' multiculturele cultuurrelativisme in het veld gebracht, dit ook om de voortschrijdende ontwikkeling van parallelsamenlevingen tegen te gaan. In samenhang hiermee hoort ook zijn oproep tot de naar de Europese landen gemigreerde moslims om zich het geldende rechts- en grondrechtssysteem van hun opnamelanden te adopteren euro-islam.
In 2000 wilde het CDU (Christlich Demokratische Union) en de hun ondersteunende media (waaronder het tijdschrift Focus) hem als ondersteuner van hun eigen stellinginname met betrekking tot een Duitse Leitkultur omarmen. Hij heeft zich daarvan gedistantieerd.
In zijn in 2005 verschenen werk Mit dem Kopftuch nach Europa? (Met de hoofddoek om naar Europa?) markeert prof. Tibi duidelijke voorbehouden tegen eventuele EU-intrede van Turkije, die hij in de huidige staat liever niet op weg naar de Europese Waardengemeenschap ziet. De huidige Turkse regeringspartij van minister-president Recep Tayyip Erdoğan (Partij voor Gerechtigheid en Ontwikkeling) wordt door hun leidende representanten weliswaar als islamitisch-conservatief neergezet, maar heeft daadwerkelijk islamistische doelen, vindt Bassam Tibi. Een aanwijzing daarvoor is de toenemende uniformering van vrouwen met de hoofddoek, dat niet allereerst onschuldig volksgebruik uitdrukt, maar steeds meer als teken van goedkeurend islamitische groepskenteken gepropageerd en ingevoerd wordt. Tevens wil Erdoğans regering Imam-Hatip-scholen (scholen "van predikende Imams") gelijkstellen aan de Kemalistische-laïcistische staatsscholen.
Beide eisen worden ook in de Turkse migrantengemeenschappen in het bijzonder naar Duitsland geëxporteerd en eisen ook daar de opbouw van islamistische parallelsamenlevingen, die de Sharia boven het toepasselijke staatsrecht stellen. Met de intrede van Turkije tot de EU verbindt Tibi onder de huidige omstandigheden het gevaar van opmars van verkapt Islamisme door de Europese Instituties. Daar bieden de oude leden vanwege hun multiculturele instelling en huidig tolerantiebegrip te weinig tegengas.
In 2006 kondigde hij aan om Duitsland na zijn pensionering in 2009 te gaan verlaten en vervolgens aan de Cornell-Universiteit les te gaan geven, waaraan hij momenteel als A.D. White Professor-at-Large verbonden is.
De krant Die Welt betreurt het weggaan van Bassam Tibi, Salman Rushdie uit England en Hirsi Ali uit Nederland als een teken dat moslim-intellectuelen aan een niet-subtiele druk onderworpen worden. Collega's van Bassam Tibi hebben hem ervan beschuldigd, zich niet te laten integreren (op de manier die zijzelf voor ogen hebben). Het professoraat van de gerenommeerde wetenschapper Bassam Tibi wordt na zijn emeritaat door de Universiteit Göttingen doorgehaald. Die Welt ziet daarin "afgunst, geborneerdheid en bureaucratie van het Oude Continent".

## Werken in het Duits
- 1969: Die arabische Linke. Frankfurt am Main: Europäische Verlagsanstalt.
- 1971: Zum Nationalismus in der Dritten Welt - am arabischen Beispiel. Frankfurt am Main: Europäische Verlagsanstalt (tevens Dissertatie, Universiteit Frankfurt). ISBN 3434400257
- 1973: Militär und Sozialismus in der Dritten Welt. Allgemeine Theorien und Regionalstudien über arabische Länder. Frankfurt am Main: Suhrkamp (zugleich Habilitationsschrift, Universiteit Hamburg). ISBN 3518106317
- 1979: Internationale Politik und Entwicklungsländer-Forschung. Materialien zu einer ideologiekritischen Entwicklungssoziologie. Frankfurt am Main: Suhrkamp. ISBN 3518109839
- 1981: Die Krise des modernen Islam. Eine vorindustrielle Kultur im wissenschaftlich-technischen Zeitalter. München: C. H. Beck. ISBN 3518284894
- 1985: Der Islam und das Problem der kulturellen Bewältigung sozialen Wandels. Frankfurt am Main: Suhrkamp. ISBN 3518281313
- 1987: Vom Gottesreich zum Nationalstaat. Islam und panarabischer Nationalismus Frankfurt am Main: Suhrkamp. ISBN 3518282506
- 1989: Konfliktregion Naher Osten. Regionale Eigendynamik und Großmachtinteressen. München: C. H. Beck. ISBN 3406353649
- 1992: Die fundamentalistische Herausforderung. Der Islam und die Weltpolitik. München: C. H. Beck. ISBN 3406340768
- 1992: Islamischer Fundamentalismus, moderne Wissenschaft und Technologie. Frankfurt am Main: Suhrkamp. ISBN 3518285904 (Vernieuwde heruitgave van de Dissertatie van 1971).
- 1993: Die Verschwörung. Das Trauma arabischer Politik. Hamburg: Hoffmann und Campe. ISBN 345508477X
- 1994: Im Schatten Allahs. Der Islam und die Menschenrechte. München: Piper. ISBN 3492222854
- 1995: Krieg der Zivilisationen. Politik und Religion zwischen Vernunft und Fundamentalismus. Hamburg: Hoffmann und Campe. ISBN 3455110606
- 1996: Der wahre Imam. Der Islam von Mohammed bis zur Gegenwart. München: Piper. ISBN 3492227139
- 1996: Pulverfaß Nahost. Eine arabische Perspektive. Stuttgart: Deutsche Verlagsanstalt. ISBN 3421050880
- 1998: Europa ohne Identität? Die Krise der multikulturellen Gesellschaft. München: Bertelsmann. ISBN 3570001695 (Heruitgave 2000/2002 met de ondertitel: Leitkultur oder Wertebeliebigkeit)
- 1998: Aufbruch am Bosporus. Die Türkei zwischen Europa und dem Islamismus. München: Diana. ISBN 3828450121
- 1995: Krieg der Zivilisationen. Politik und Religion zwischen Vernunft und Fundamentalismus Hamburg: Hoffmann und Campe. ISBN 3455110606
- 1995: Der religiöse Fundamentalismus im Übergang zum 21. Jahrhundert. Mannheim: BI-Taschenbuchverlag. ISBN 3411105011
- 1999: Die neue Weltunordnung. Westliche Dominanz und islamischer Fundamentalismus. Berlin: Propyläen. ISBN 3549057881
- 1999: Kreuzzug und Djihad. Der Islam und die westliche Welt. München: Bertelsmann. ISBN 3570003809.
- 2000: Der Islam und Deutschland. Muslime in Deutschland. Stuttgart: Deutsche Verlagsanstalt. ISBN 3421053855
- 2000: Fundamentalismus im Islam. Eine Gefahr für den Weltfrieden? Darmstadt: Primus. ISBN 3896781634
- 2001: Einladung in die islamische Geschichte. Darmstadt: Wissenschaftliche Buchgesellschaft. ISBN 3896784099
- 2001: Die neue Weltunordnung. München: Econ Ullstein List Verlag GmbH & Co. KG 2001.
- 2002: Der islamische Fundamentalismus und die Moderne - Zwischen Islam-Reform, religiöser Orthodoxie und dem islamischen Traum von der halben Moderne, uit: Perspektive 21, Heft 15, 03/2002.
- 2002: Islamische Zuwanderung. Die gescheiterte Integration. Stuttgart: Deutsche Verlagsanstalt. ISBN 3421056331
- 2004: Der neue Totalitarismus. Heiliger Krieg und westliche Sicherheit. Darmstadt: Primus. ISBN 3896784943
- 2005: Mit dem Kopftuch nach Europa? Die Türkei auf dem Weg in die Europäische Union. Darmstadt: Primus. ISBN 3896785370

## Werken in het Engels
- The Crisis of Modern Islam: A Preindustrial Culture in the Scientific-Technological Age. Translated by Judith von Sivers. Salt Lake City: University of Utah Press, 1988.
- Islam and the Cultural Accommodation of Social Change. Boulder, CO: Westview Press, 1990.
- Conflict and War in the Middle East: From Interstate War to New Security, new expanded ed. 1998, published in association with WCFIA/Harvard University.
- Arab Nationalism. Between Islam and the Nation-State, first ed. 1980, second ed. 1990, third expanded and revised ed. 1997, Houndmills: Palgrave Macmillan.
- The Challenge of Fundamentalism: Political Islam and the New World Disorder. Berkeley: University of California Press, 1998; updated edition 2002. ISBN 0-520-23690-4 Author's abstract: https://web.archive.org/web/20080220210839/http://www.ucpress.edu/books/pages/6525/6525.abs.html
- Islam between Culture and Politics. Houndmills, Basingstoke, Hampshire; New York Cambridge, Mass: Palgrave, in association with the Weatherhead Center for International Affairs Harvard University, 2001. 2nd edition, 2005. ISBN 1403949905
- Crusade and Jihad: Islam and the Christian World. Wilhelm Goldmann Verlag, München, Random House GmbH, 2001 ISBN 963-13-5238-2
- Political Islam, World Politics and Europe. Routledge, New York, 2008. ISBN 0415437814

## Werken in het Nederlands
- 1998/2000 Europa zonder identiteit? De crisis van de multiculturele samenleving Uitg. Deltas, 2000, 287 blz. ISBN 902437538X
- 2018 Islamisme en islam Uitg. De Blauwe Tijger, 2018, 330 blz. EAN 9789492161635

## Voetnoten
1. ↑  Islam-Kritiker Bassam Tibi verlässt Deutschland, Die Welt, 23.9.2006
2. ↑  Gastarbeiter niedrigster Stufe, SPIEGEL online, 26.9.2006
3. ↑  Bericht über ein scheinbar verlorenes Leben im Dienst der deutschen Universität, Homepage van Bassam Tibi, Maart 2006
4. ↑  Waarom ik wegga: Bittere balans na 44 jaar Duitsland: Dit land geeft migranten geen identiteit, Tagesspiegel Berlin, van Bassam Tibi, 7 oktober 2006
5. ↑  Dagblad Die Welt, Online-versie, 26.10.2006, Warum die klügsten Männer Europa verlassen.

- Bibsys: 90149945
- Biblioteca Nacional de Chile: 000467983
- Biblioteca Nacional de España: XX1181666
- Bibliothèque nationale de France: cb12174054z (data)
- CiNii: DA01442332
- Gemeinsame Normdatei: 119541815
- International Standard Name Identifier: 0000 0001 0868 7300
- Library of Congress Control Number: n80090161
- Nationale Bibliotheek van Letland: 000024230
- Nationale Bibliotheek van Tsjechië: jn19990008537
- Nationale bibliotheek van Australië: 35549816
- Nationale Bibliotheek van Israël: 987007269077505171
- Nationale Bibliotheek van Polen: a0000001201435
- Nationale en Universitaire bibliotheek Zagreb: 000163108
- Nederlandse Thesaurus van Auteursnamen: 068359764
- Réseau des bibliothèques de Suisse occidentale: 02-A003900750
- Système universitaire de documentation: 030294134
- Trove: 992515
- Virtual International Authority File: 9889661
- WorldCat: E39PBJwXcXRgpv3DgDVRGqbmVC